# クリスマスの夜 (松田聖子の曲)
「クリスマスの夜」（クリスマスのよる）は、2007年11月21日にSony Recordsよりリリースされた松田聖子の70枚目のシングル。

## 解説
シングルでは1987年「Pearl-White Eve」以来20年ぶりとなるクリスマス・ソング。
DVD付初回限定盤と通常盤の2形態で発売。

## 収録曲
全作詞・作曲:Seiko Matsuda

### CD-DA
1. クリスマスの夜　（4:54）編曲:Motoki Funayama
2. Merry Christmas　（4:23）編曲:Jun Abe
3. クリスマスの夜（Backing Track）　（4:54）
4. Merry Christmas（Backing Track）　（4:23）

### DVD
1. クリスマスの夜（MV）

## 関連作品
- クリスマスの夜
  - Premium Diamond Bible
  - Diamond Bible
  - Seiko Matsuda Christmas Songs
  - SEIKO STORY〜90s-00s HITS COLLECTION〜
- Merry Christmas
  - Seiko Matsuda Christmas Songs